# 滕义
滕义（1964年—），中国退役男子乒乓球运动员。曾获得1987年乒乓球世界杯男子单打金牌和1987年世界乒乓球锦标赛男子团体金牌。